# Millry
Millry è un comune degli Stati Uniti d'America situato nella contea di Washington dello Stato dell'Alabama.